# Японсько-корейський договір 1907 року
Японсько-корейський договір 1907 року був укладений між Японською імперією та Корейською імперією в 1907 році. Переговори були завершені 24 липня 1907 року.

## Положення договору
Договір передбачав, що Корея повинна діяти під керівництвом японського генерала-резидента. Наслідком положень договору було те, що управління внутрішніми справами було передано Японії.
Корейська імперія стала протекторатом Японії відповідно до умов попереднього договору від 1905 року, і таким чином втратила право вести дипломатичні обміни з іншими країнами. Корейський імператор Коджон направив таємного посланця на Гаазьку конференцію з миру у всьому світі, щоб протестувати проти дій Японії. У відповідь 18 липня 1907 року Японія змусила імператора Коджона зректися престолу на користь його сина Сунджона.
Через шість днів корейський уряд був змушений укласти нову угоду. Положення цього нового договору надавали японському генерал-резиденту право призначати та звільняти високопосадовців (стаття 4) і передбачали, що всі високопосадовці, призначені в корейський уряд, повинні бути японцями (стаття 5). Це поставило внутрішній уряд Кореї повністю під контроль Японії. Неопублікований розділ договору також передав корейську армію під керівництво Японії та передав їй судові та поліцейські повноваження.

## Переклад повного тексту
«Уряди Японії та Кореї з метою швидкого досягнення процвітання та сили в Кореї та швидкого сприяння добробуту корейського народу домовилися та уклали наступні умови:
- Стаття I. Уряд Кореї слідуватиме вказівкам Генерального резидента щодо реформи адміністрації.
- Стаття II. Корея не повинна вводити жодних законів чи постанов або здійснювати будь-які адміністративні заходи без попереднього схвалення Генерального резидента.
- Стаття III. Судові справи Кореї мають бути відокремлені від звичайних адміністративних справ.
- Стаття IV. Жодне призначення або звільнення корейських чиновників вищого рангу не повинно здійснюватися без згоди Генерального резидента.
- Стаття V. Корея призначає на офіційні посади таких японців, яких рекомендує Генеральний резидент.
- Стаття VI. Корея не залучає жодного іноземця без згоди генерального резидента.
- Стаття VII. Цим скасовується перший пункт угоди між Японією та Кореєю від 22 серпня 1904 року.»[2]

Лорд Іто Хіробумі [Маркіз], генерал-резидент, 24 липня, 40-й рік ери Мейдзі [1907] (печатка): Сер Лі Ваньон, прем'єр-міністр, 24 липня, 11 рік ери Кванму [1907] (печатка)

### Дипломатичний меморандум (неопублікований)
На підставі імпорту японсько-корейського договору 40-го року ери Мейдзі вводяться в дію такі пункти.
(1) Наступні суди, що складаються з людей як з Японії, так і з Кореї, мають бути створені заново.
- 1 Один Верховний суд (яп. 大審院, daishin'in) розташований у Кьонсон Сеулі або Сувоні.

Голова (яп. 院長, inchō) і Генеральний прокурор (яп. 檢事總長, kenjisōchō, modern kanji 検事総長) Суду є японцями. Два Судді (яп. 判事, hanji) і п'ять секретарів (яп. 書記) мають бути японцями.
- 2 Три Апеляційні суди (яп. 控訴院, kōsoin)

Один розміститься в центральному регіоні, по одному в північному і південному регіонах. Двоє суддів, один з адвокати (яп. 檢事, kenji, modern kanji 検事) і п'ятеро секретарів мають бути японцями.
- 3 вісім Окружні суди (яп. 地方裁判所, chihō saibansho)

Один з них має бути розташований в кожній з прокуратур (яп. 觀察府所在地, kansatsufu shozaichi, modern kanji 観察府所在地) у восьми колишніх провінціях (яп. 道, dō), де головні прокурори (яп. 所長, shochō) і головні юристи (яп. 檢事正, kenji, modern kanji 検事正) мають бути японцями. 32 з усіх адвокатів і 80 з усіх секретарів мають бути японцями, і їх розподіляють відповідно до необхідного рівня роботи.
- 4 103 Опікунські суди｜區裁判所 (яп. ku saibansho, modern kanji 区裁判所)

Вони мають бути розташовані в місцях розташування важливих регіональних представництв (яп. 郡衙, gunga). Один з адвокатів і один із секретарів мають бути японцями.
(2) Такі в'язниці будуть створені заново.
- 1 Дев'ять в'язниць

Одна в'язниця має бути розташована в тій самій зоні, що й кожен з окружних судів, а одна в'язниця — на одному з островів. Губернатор (яп. 典獄, tengoku) повинен бути японцем. Половина тюремного персоналу, що складається з головного наглядача (яп. 看守長, kanshuchō) і рівнів нижче, мають бути японцями.
(3) Збройні сили мають бути розташовані таким чином.
- перший батальйон (яп. 一大隊, ichidaitai) армії, призначений для охорони Імператора та інших обов'язків, має бути розформований.
- Освічені офіцери (яп. 士官, shikan) призначаються до японської армії для навчання в польових умовах, за винятком випадків, коли їм необхідно залишитися в корейській армії.
- В Японії повинні бути прийняті відповідні положення для підготовки корейських солдатів до офіцерів.

(4) Усі, хто зараз перебуває на службі в Кореї на посадах радника (яп. 問顧, komon) або парламентського радника (яп. 參與官, san'yokan, modern kanji 参与官) повинні бути усунені від виконання своїх обов'язків.
(5) Нижченаведені японці призначаються офіційними особами в центрального уряду (яп. 中央政府, chūō seifu) Кореї і місцевих органів влади (яп. 地方廳, chihōchō, modern kanji 地方庁) .
- Заступники міністрів (яп. 次官, jikan)для кожного департаменту
- Начальник внутрішньої поліції (яп. 内部警務局長, naibu keimu kyokuchō)
- Один комісар поліції (яп. 警務使, keimushi) та один заступник комісара (яп. 副警務使, fuku-keimushi)
- Для кабінету, кілька секретарів (яп. 書記官, shokikan) та помічників секретарів (яп. 書記郎, shokirō)
- Для кожного відділу — кілька секретарів та помічників секретарів
- Один адміністратор (яп. 事務官, jimukan) для кожної провінції
- Один начальник поліції (яп. 警務官, keimukan) для кожної провінції
- Кілька місцевих секретарів (яп. 主事, shuji) для кожної провінції

Питання щодо інших призначень японців на посади посадових осіб у сферах фінансів, поліції та технологій буде вирішено наступною угодою.